# John J. Lyons

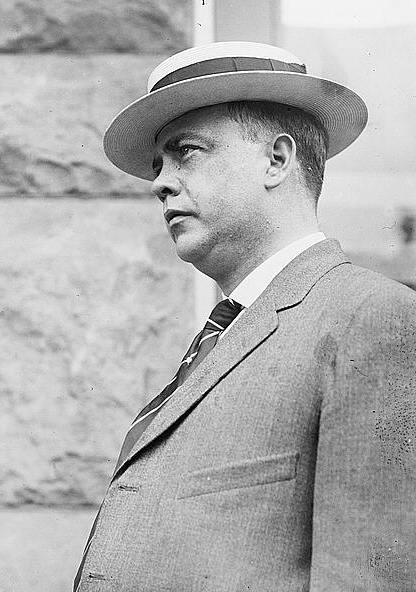
John J. Lyons

John J. Lyons (* um 1881; † 27. Februar 1945 in New York City) war ein US-amerikanischer Politiker (Republikanische Partei). Er war von 1921 bis 1923 Secretary of State von New York.

## Werdegang
Über das Privatleben von John J. Lyons ist nichts bekannt. Er war der republikanische Kreisleiter in Harlem. 1916 nahm er als Ersatzmann (Alternate Delegate) und 1920 als Delegierter an den Republican National Conventions teil, welche beide in Chicago (Illinois) stattfanden. Im Herbst 1917 kandidierte er für das Amt als Sheriff. Lyons wurde 1920 zum Secretary of State von New York gewählt. 1925 kandidierte er für das Amt des Bürgermeisters von New York City. Er verstarb 1945 im Alter von 64 Jahren im United States Veterans Hospital in der Bronx. Seine letzten Jahre waren vom Zweiten Weltkrieg überschattet.